# Bobrowo (gromada)
Bobrowo – dawna gromada, czyli najmniejsza jednostka podziału terytorialnego Polskiej Rzeczypospolitej Ludowej w latach 1954–1972.
Gromady, z gromadzkimi radami narodowymi (GRN) jako organami władzy najniższego stopnia na wsi, funkcjonowały od reformy reorganizującej administrację wiejską przeprowadzonej jesienią 1954 do momentu ich zniesienia z dniem 1 stycznia 1973, tym samym wypierając organizację gminną w latach 1954–1972.
Gromadę Bobrowo z siedzibą GRN w Bobrowie utworzono – jako jedną z 8759 gromad na obszarze Polski – w powiecie brodnickim w woj. bydgoskim, na mocy uchwały nr 24/2 WRN w Bydgoszczy z dnia 5 października 1954. W skład jednostki weszły obszary dotychczasowych gromad Bobrowo, Chojno, Zgniłobłoty i Wądzyń ze zniesionej gminy Bobrowo oraz jezioro Wądzyń z dotychczasowej gromady Lembarg ze zniesionej gminy Jabłonowo II w tymże powiecie. Dla gromady ustalono 23 członków gromadzkiej rady narodowej.
31 grudnia 1959 do wsi Zgniłobłoty w gromadzie Bobrowo włączono część obszaru wsi Kruszyny-Rumunki o powierzchni 115,63,12 ha z gromady Kruszyny w tymże powiecie.
31 grudnia 1961 do gromady Bobrowo włączono obszar zniesionej gromady Grzybno w tymże powiecie.
1 stycznia 1969 do gromady Bobrowo włączono sołectwo Wichulec i wieś Najmowo ze zniesionej gromady Sumowo w tymże powiecie.
Gromada przetrwała do końca 1972 roku, czyli do kolejnej reformy gminnej. 1 stycznia 1973 w powiecie brodnickim reaktywowano gminę Bobrowo.